# Дівер
Ді́вер (прасл. *děverь) — термін свояцтва, брат чоловіка.
Крім того, у деяких районах України щодо брата чоловіка вживають термін «швагер», «шваґро́», але ним також можуть називати і шурина, і чоловіка сестри (зятя). Подібна омонімія існує і в західнослов'янських мовах, де загальнослов'янське «дівер» належить до застарілої лексики: пол. szwagier, чеськ. švagr, словац. švagor.
Дружину дівера називають діверкою або ятрівкою.

## Етимологія
Схожі позначення брата чоловіка існують чи існували у всіх слов'янських мовах: д.-рус. дѣверь, біл. дзевер, рос. деверь, ст.-пол. dziewierz, ст.-чеськ. deveř, заст. словац. dever, болг. і мак. девер, серб. дjевер, заст. словен. dever. Співзвучні зі слов'янськими і позначення дівера в балтійських мовах: лит. dieveris, латис. diẽveris.
Лексема зі значенням «брат чоловіка» існувала, як вважається, вже в праіндоєвропейців: похідними від реконструйованого пра-і.є. *daiu̯ēr є слов'янські і балтійські терміни для позначення цього родича, а також давн.в-нім. zeihhur, давн-англ. tacor, санскр. देवृ, девр, дав.-гр. δαήρ (< *δαιϝήρ), лат. lēvir, вірм. տագր, таґр, տեգր, теґр.